# Hakim Medane
Hakim Medane (né le 5 septembre 1966 à El-Harrach, Alger en Algérie) est un footballeur international algérien. Il a notamment brillé sous les couleurs de la JS Kabylie, où il a remporté une Coupe des Clubs Champions en 1990. Il est l'actuel directeur général de la JS Kabylie, depuis le 15 mai 2024.
Il compte 28 sélections en équipe nationale entre 1984 et 1994.

## Carrière de joueur

### Jeunes catégories
Medane commence à jouer au football dès son plus jeune âge dans les tournois de quartier, c'est là qu'il est repéré par un recruteur de l'IR Hussein Dey à l'âge de 11 ans en 1977. Il passe ensuite un test de pré-sélection chez l'USM El Harrach, qu'il réussit avec brio à l'âge de 15 ans, où il gagnera trois titres de Coupe d'Algérie juniors. L'année suivante il est promu en seniors.

### En club
Le Maradona local comme il est surnommé, joue son premier match en senior à 16 ans seulement. Il remporte en 1987 une Coupe d'Algérie face à la JS Bordj Menail ; l'unique but ayant été marqué par lui-même - le meilleur but de sa carrière - sur une passe de Mohamed Derradji.
Il rejoint en 1988 le club de la JS Kabylie, où il gagne entre autres un titre de Champion d'Algérie et une Coupe des clubs champions africaine en 1990, avant de rejoindre en 1991 le club portugais du Futebol Clube de Famalicão qui compte alors dans ses rangs l'international algérien Djamel Menad.
Medane reviendra tout de même à la JS Kabylie en 1996, afin d'y terminer sa carrière et jouera son dernier match lors de la finale de la Coupe de la CAF 2000 face au club égyptien Ismaily, qu'il remporte avec la JS Kabylie.

### En sélection
Hakim Medane connaît sa première sélection sous la houlette de Rabah Saâdane en 1985, à l'âge de seulement 19 ans.
Il participe à trois Coupe d'Afrique des nations, en 1986, 1988 et 1992. Il rate toutefois l'édition victorieuse de 1990 qui a lieu dans son pays natal.
Lors de la CAN 1986 organisée en Égypte, il joue deux matchs. Avec un bilan de deux nuls et une défaite, l'Algérie est éliminée dès le premier tour. Lors de la CAN 1988 qui se déroule au Maroc, il prend part à cinq matchs. L'Algérie se classe troisième du tournoi, en battant le pays organisateur lors de la "petite finale". Lors de la CAN 1992 qui a lieu au Sénégal, il ne joue qu'une seule rencontre. Avec un bilan d'une nul et une défaite, l'Algérie ne dépasse pas le premier tour.

## Statistiques
| Saison                | Club                  | Championnat           | Championnat | Championnat | Coupe nationale | Coupe nationale | Coupe de la Ligue | Coupe de la Ligue | Supercoupe | Supercoupe | Compétition(s) continentale(s) | Compétition(s) continentale(s) | Compétition(s) continentale(s) | Total | Total |
| Saison                | Club                  | Division              | M.          | B.          | M.              | B.              | M.                | B.                | M.         | B.         | Comp.                          | M.                             | B.                             | M.    | B.    |
| 1982-1983             | USM El Harrach        | Division 1            | -           | -           | -               | -               | -                 | -                 | -          | -          | -                              | -                              | -                              | 0     | 0     |
| 1983-1984             | USM El Harrach        | Division 1            | -           | -           | -               | -               | -                 | -                 | -          | -          | -                              | -                              | -                              | 0     | 0     |
| 1984-1985             | USM El Harrach        | Division 1            | -           | -           | -               | -               | -                 | -                 | -          | -          | -                              | -                              | -                              | 0     | 0     |
| 1985-1986             | USM El Harrach        | Division 1            | -           | -           | -               | -               | -                 | -                 | -          | -          | -                              | -                              | -                              | 0     | 0     |
| 1986-1987             | USM El Harrach        | Division 1            | -           | -           | -               | -               | -                 | -                 | -          | -          | -                              | -                              | -                              | 0     | 0     |
| 1987-1988             | USM El Harrach        | Division 1            | -           | -           | -               | -               | -                 | -                 | -          | -          | -                              | -                              | -                              | 0     | 0     |
| 1988-1989             | JS Kabylie            | Division 1            | -           | 5           | -               | -               | -                 | -                 | -          | -          | -                              | -                              | -                              | 0     | 5     |
| 1989-1990             | JS Kabylie            | Division 1            | -           | 4           | -               | -               | -                 | -                 | -          | -          | C1                             | -                              | 4                              | 0     | 8     |
| 1990-1991             | JS Kabylie            | Division 1            | -           | 8           | -               | -               | -                 | -                 | -          | -          | C1                             | -                              | 2                              | 0     | 10    |
| 1991-1992             | FC Famalicão          | Division 1            | 10          | -           | -               | -               | -                 | -                 | -          | -          | -                              | -                              | -                              | 10    | 0     |
| 1992-1993             | FC Famalicão          | Division 1            | 19          | 1           | -               | -               | -                 | -                 | -          | -          | -                              | -                              | -                              | 19    | 1     |
| 1993-1994             | FC Famalicão          | Division 1            | 17          | 1           | -               | -               | -                 | -                 | -          | -          | -                              | -                              | -                              | 17    | 1     |
| 1994-1995             | SC Salgueiros 08      | Division 1            | 5           | -           | -               | -               | -                 | -                 | -          | -          | -                              | -                              | -                              | 5     | 0     |
| 1995-1996             | FC Famalicão          | Division 2            | 15          | 1           | -               | -               | -                 | -                 | -          | -          | -                              | -                              | -                              | 15    | 1     |
| 1996-1997             | JS Kabylie            | Division 1            | -           | 3           | -               | -               | -                 | -                 | -          | -          | -                              | -                              | -                              | 0     | 3     |
| 1997-1998             | JS Kabylie            | Division 1            | -           | -           | -               | -               | -                 | -                 | -          | -          | -                              | -                              | -                              | 0     | 0     |
| 1998-1999             | JS Kabylie            | Division 1            | -           | -           | -               | -               | -                 | -                 | -          | -          | -                              | -                              | -                              | 0     | 0     |
| 1999-2000             | JS Kabylie            | Division 1            | -           | -           | -               | -               | -                 | -                 | -          | -          | -                              | -                              | -                              | 0     | 0     |
| Total sur la carrière | Total sur la carrière | Total sur la carrière | +200        | +24         | -               | -               | 0                 | 0                 | 0          | 0          | -                              | 0                              | 6                              | 200   | 30    |

## Carrière de dirigeant
- Après avoir pris sa retraite de footballeur en 2000, il est nommé manager général de la JS Kabylie, poste qu'il garde pendant quatre ans, remportant avec le club deux nouvelles coupe de la CAF.

- En 2005 il est recruté par la fédération algérienne de football pour s'occuper de la sélection nationale des -17 ans avec Othmane Ibrir. Ils atteindrons en 2009 la finale de la Coupe d'Afrique des nations de leur catégorie d'âge avant de participer au Mondial des -17 ans.

- En 2010, il occupe le poste de manager général de la JSM Béjaïa, avant de démissionner à cause de problèmes personnels.
- En 2017, il fait partie du bureau fédéral du nouveau président de la Fédération Kheïreddine Zetchi, et est nommé la même année en qualité de manager de l'équipe nationale d'Algérie, poste qu'il occupe pendant 2 ans.

## Palmarès
| Equipes               | Sélection d'Algérie                                | USM El Harrach | JS Kabylie | Total                                                     |
| Titres nationaux      | - 28 sélections avec l'équipe nationale d'Algérie. | - Championnat d'Algérie - Vice-Champion en 1984 - Coupe d'Algérie (1) - Vainqueur en 1987 - Coupe d'Algérie Junior (3) - Vainqueur en 1983, 1984 et 1986 | - Championnat d'Algérie (2) - Champion en 1989, 1990 - Vice-Champion en 1988, 1999 - Coupe d'Algérie - Finaliste en 1991, 1999 | - Championnat d'Algérie (2) - Coupe d'Algérie (1)         |
| Titres internationaux |                                                    | | - Ligue des Champions de la CAF (1) - Vainqueur en 1990 - Coupe de la CAF (1) - Vainqueur en 2000                              | - Ligue des Champions de la CAF (1) - Coupe de la CAF (1) |
| Total                 | -                                                  | 1 | 4 | 5                                                         |